# جاكلين جوزيه
جاكلين جوزيه هي ممثلة فلبينية، ولدت في 16 مارس 1964 في انجلس في الفلبين.

## ترشيحات
- جائزة مهرجان كان السينمائي لأفضل ممثلة (2016)
- Asian Film Award for Best Supporting Actress [الإنجليزية]‏ (2008)

## وصلات خارجية
- جاكلين جوزيه على موقع IMDb (الإنجليزية)
- جاكلين جوزيه على موقع قاعدة بيانات الفيلم (الإنجليزية)